# Ilse Abka-Prandstetter
Ilse Abka-Prandstetter (* 2. November 1939 in Wien) ist eine österreichische Künstlerin.

## Leben
Ilse Abka wurde früh künstlerisch gefördert, sie erhielt mit fünf Jahren den ersten Schauspielunterricht und spielte als Zehnjährige die Rolle der Agnes in der Verfilmung Das Jahr des Herrn. Sie interessierte sich aber bald mehr für die Malerei, die sie in den Ateliers der Bühnenbildner lernte. Nach der Matura studierte sie ab 1958 an der Akademie der bildenden Künste Wien bei Robin Christian Andersen und Herbert Boeckl. An der Akademie lernte sie den Tiroler Maler und Zeichner Peter Prandstetter kennen, den sie bald heiratete und mit dem sie nach Tirol zog. Sie unterbrach ihre künstlerische Ausbildung, bis sie von Max Weiler eingeladen wurde, ihr Studium in seiner Klasse an der Wiener Akademie fortzusetzen, das sie 1970 mit dem Diplom abschloss.
Von einer Handweberin in Innsbruck lernte sie das Weben und schuf zunächst hauptsächlich Wandteppiche auf der Basis gemalter Aquarelle. Sie erhielt rasch zahlreiche Aufträge und webte unter anderem großformatige Wandteppiche für öffentliche Einrichtungen, wie ein 36 Quadratmeter großes Werk für das Innsbrucker Kongresshaus. Nach der Aufgabe des Webens wandte sie sich der Malerei in Öl und Pigment zu. Immer wieder erhielt sie Aufträge im Rahmen des Kunst-am-Bau-Programms des Landes Tirol und gestaltete Fassaden mit monumentalen Malereien oder Mosaiken. Sie lebt in Aldrans und hat Ateliers in Innsbruck und Wien.
Seit 1972 ist Ilse Abka-Prandstetter Mitglied der Tiroler Künstlerschaft, von 1990 bis 2003 war sie im Vorstand. Viele Jahre war sie außerdem Mitglied des Kulturausschusses des Landes Tirol.

## Auszeichnungen
- Ehrenzeichen für Kunst und Kultur der Stadt Innsbruck, 1999[2]
- Ehrenzeichen des Landes Tirol, 2002

## Einzelausstellungen (Auswahl)
- Galerie St. Barbara, Hall in Tirol, 1969
- Tiroler Kunstpavillon, Innsbruck, 1972
- Dominikanergalerie, Bozen, 1987
- Rabalderhaus, Schwaz, 2000
- Tiroler Kunstpavillon, Innsbruck, 2001
- Tiroler Landesmuseum Ferdinandeum, Innsbruck, 2003/04
- Kunstforum Unterland, Neumarkt, 2009

## Werke im öffentlichen Raum

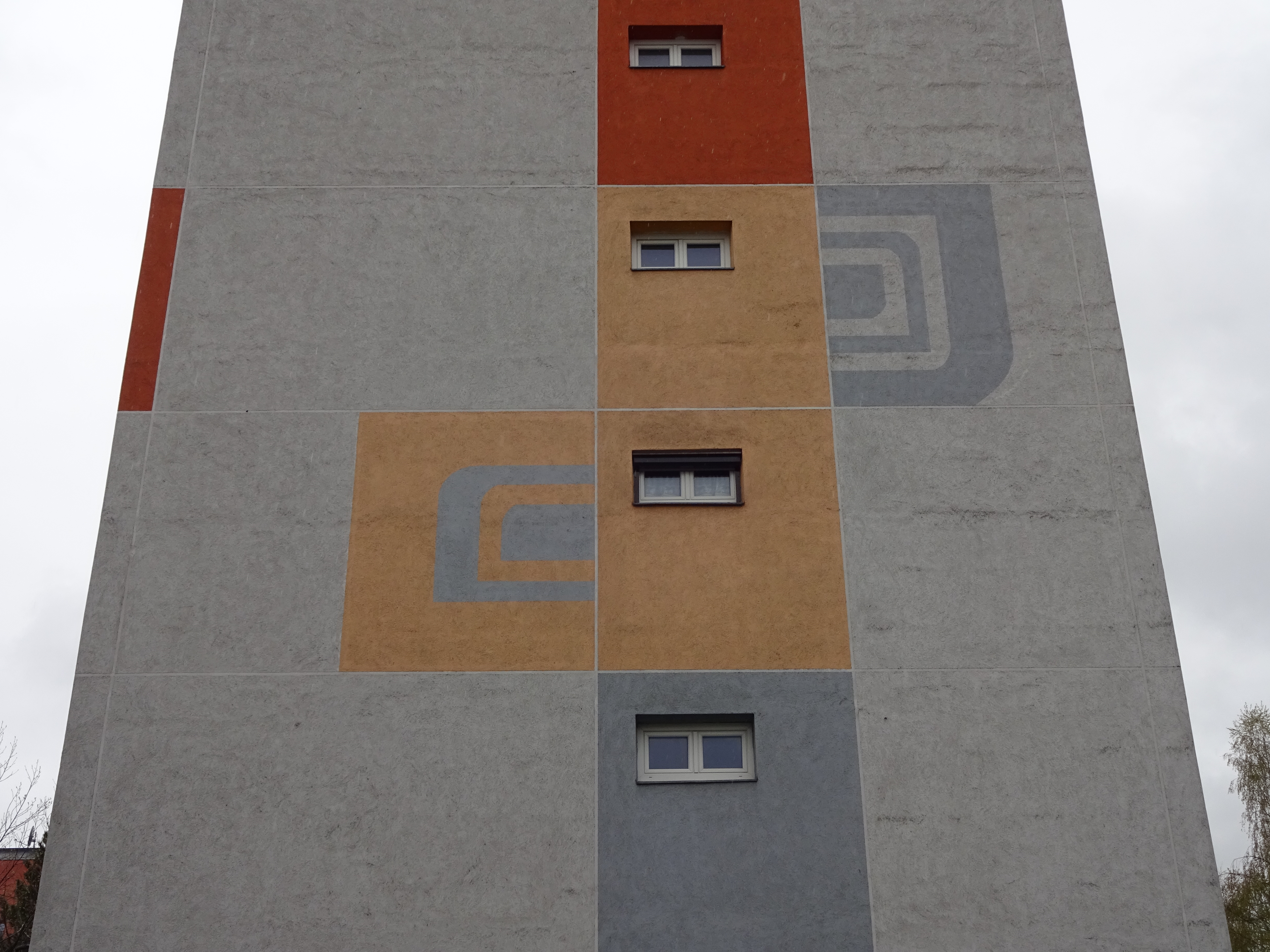
Fassadengestaltung Bertha-von-Suttner-Weg 2

- Wandteppich, Universitätsklinik Innsbruck, 1972
- Fassadengestaltung, Wohnanlage Burghard-Breitner-Straße 1–11/Bertha-von-Suttner-Weg 2–4, Innsbruck-Reichenau, 1973/74[1]
- Mosaiken im Wirtschaftsförderungsinstitut, Innsbruck, 1975/76
- Fassadengestaltung, Wohnanlage Faistenbergerstraße 17–21, Hall-Schönegg, 1978[3]
- Wandteppich, Auferstehungskirche, Neu-Rum, 1979
- Mosaik, Volksschule Neu-Rum, 1981
- Wandteppich, Festsaal im Kurhaus Hall in Tirol, 1992/93
- Mosaiken im Atrium, Bezirkskrankenhaus Reutte, 1997
- Wandteppich, Saal Innsbruck, Kongresshaus Innsbruck, 1999
- Großes Wandbild und Flügelbilder, Raiffeisensäle, Innsbruck, 2000/01
- Wandteppich für den Österreichischen Genossenschaftsverband, Wien 1, 2003